# Speyeria benjamini
Speyeria benjamini är en fjärilsart som beskrevs av Gunder 1927. Speyeria benjamini ingår i släktet Speyeria och familjen praktfjärilar. Inga underarter finns listade i Catalogue of Life.